# Funktionalanalys
Funktionalanalys är den gren inom matematiken som undersöker funktionsrum och oändligtdimensionella vektorrum i allmänhet.
Ett sätt att uttrycka det är att funktionalanalys är ett studium av geometri och linjär algebra i oändligtdimensionella rum. En viktig skillnad från det ändligtdimensionella fallet är att den topologiska strukturen hos vektorrummet är av största betydelse inom funktionalanalysen. Bland dessa vektorrum är Banachrum och Hilbertrum av särskilt intresse, då dessa rum besitter vissa av de egenskaper vi känner igen från ändligtdimensionella vektorrum. Medan Hilbertrummen är de oändligtdimensionella rum som har flest sådana egenskaper, studerar man ofta topologiska vektorrum med mindre struktur, t.ex. Frechétrum, F-rum och LF-rum. 
Detta synsätt gör det möjligt att använda intuition baserad på vanlig geometri för att studera funktioner. Exempelvis kan man överföra Pythagoras sats i klassisk geometri till en Pythagoras sats som gäller för funktioner i ett Hilbertrum.

## Historia
David Hilbert och Stefan Banach, vilka har namngett två av de viktigaste typerna av rum som studeras inom funktionalanalysen, var några av pionjärerna inom det som idag kallas funktionalanalys. Hilbert införde oändligtdimensionella vektorrum utrustade med en inre produkt, det som senare kom att kallas Hilbertrum, när han studerade integralekvationer i början av 1900-talet. 
Den klassiska funktionalanalysen infördes dock av Stefan Banach och den polska skolan av matematiker under mellankrigstiden. Klassiska resultat som upptäcktes under denna period är bland andra Banach-Steinhaus sats, Hahn-Banachs sats, Satsen om den öppna avbildningen, samt Satsen om den slutna grafen. Dessa satser utgör än idag byggstenarna i grundkurser i funktionalanalys världen över. 
Senare använde John von Neumann funktionalanalys när han formaliserade kvantmekaniken med hjälp av självadjungerade operatorer på Hilbertrum. Utanför matematiken är det framförallt just inom kvantmekaniken som funktionalanalysen kommit till användning. 